# Église Sainte-Anne de Cuguron
L'église Sainte-Anne de Cuguron est une église catholique située à Cuguron, dans le département français de la Haute-Garonne en France.

## Description

### Intérieur

#### Lechœur

##### Les maîtres-autels
L'ancien maître-autel
Il était utilisé avant le concile Vatican II, lorsque le prêtre célébrait la messe dos aux fidèles.
Le maître-autel et les colonnes sont sculptés en bois et peint à l'imitation du marbre noir.
Sur la façade du maître autel est représenté l'Agneau de Dieu.
Le nouveau maître-autel
Le nouveau est en bois, il est recouvert d'un voile.
Il a été mis en place après le concile Vatican II, ainsi le prêtre célèbre la messe face aux fidèles.

#### Chapelle de laVierge Marie
L'autel est en marbre, le tabernacle est en bois sculpté et doré.
Sur la partie supérieure du tabernacle est placée une statuette de la Vierge à l'Enfant avec de chaque côté une sainte en prière et un ange.
Sur la partie inférieure du tabernacle sont placées quatre statuettes, au centre, sur la porte est représentée la crucifixion de Jésus deux saintes avec à gauche sainte Catherine, et à droite sainte Élisabeth, aux extrémités deux saints évêques (saint Bertrand et saint Saturnin).

## Galerie

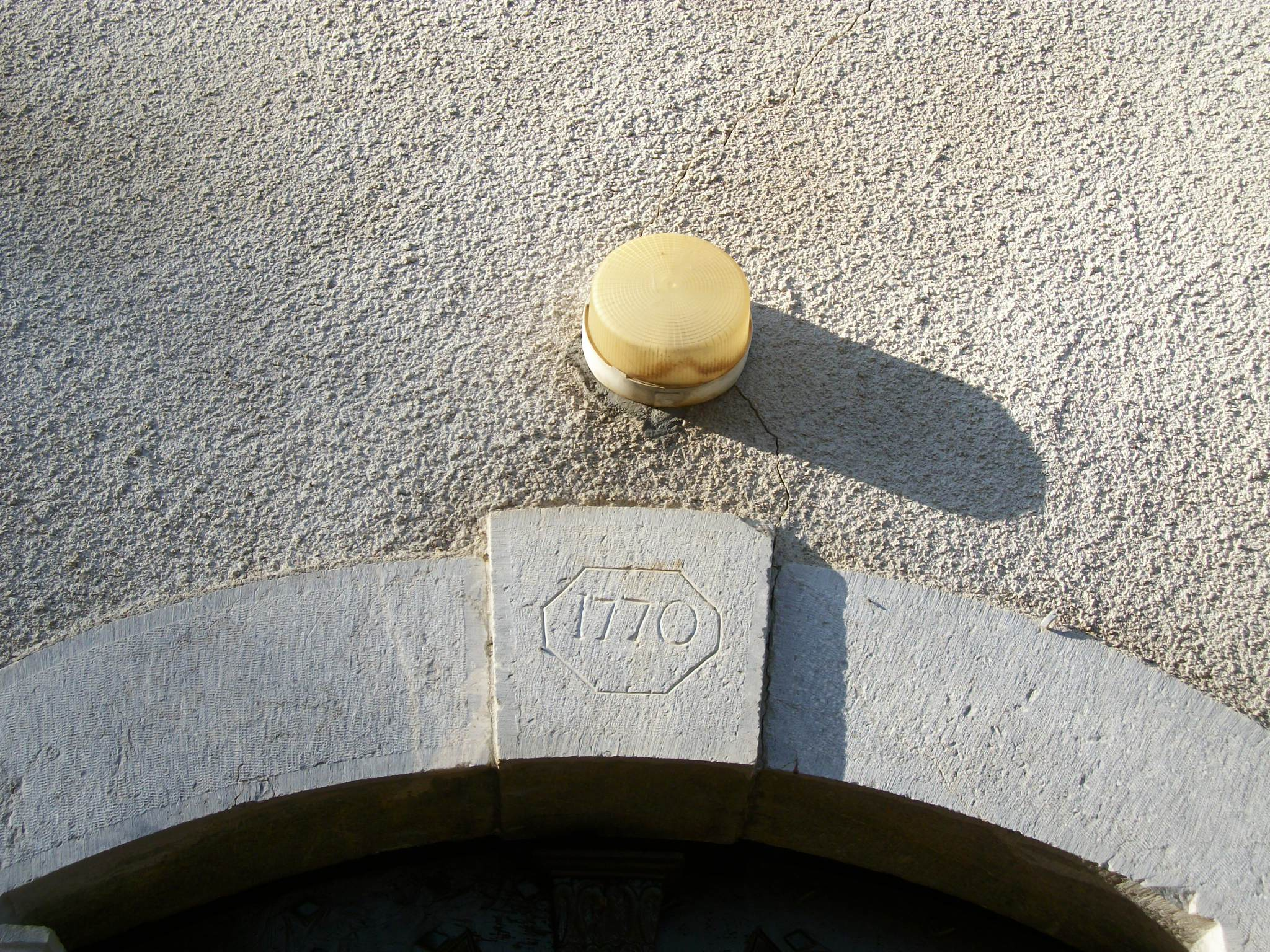
La date de 1770 est gravée sur une pierre au-dessus de l'entrée
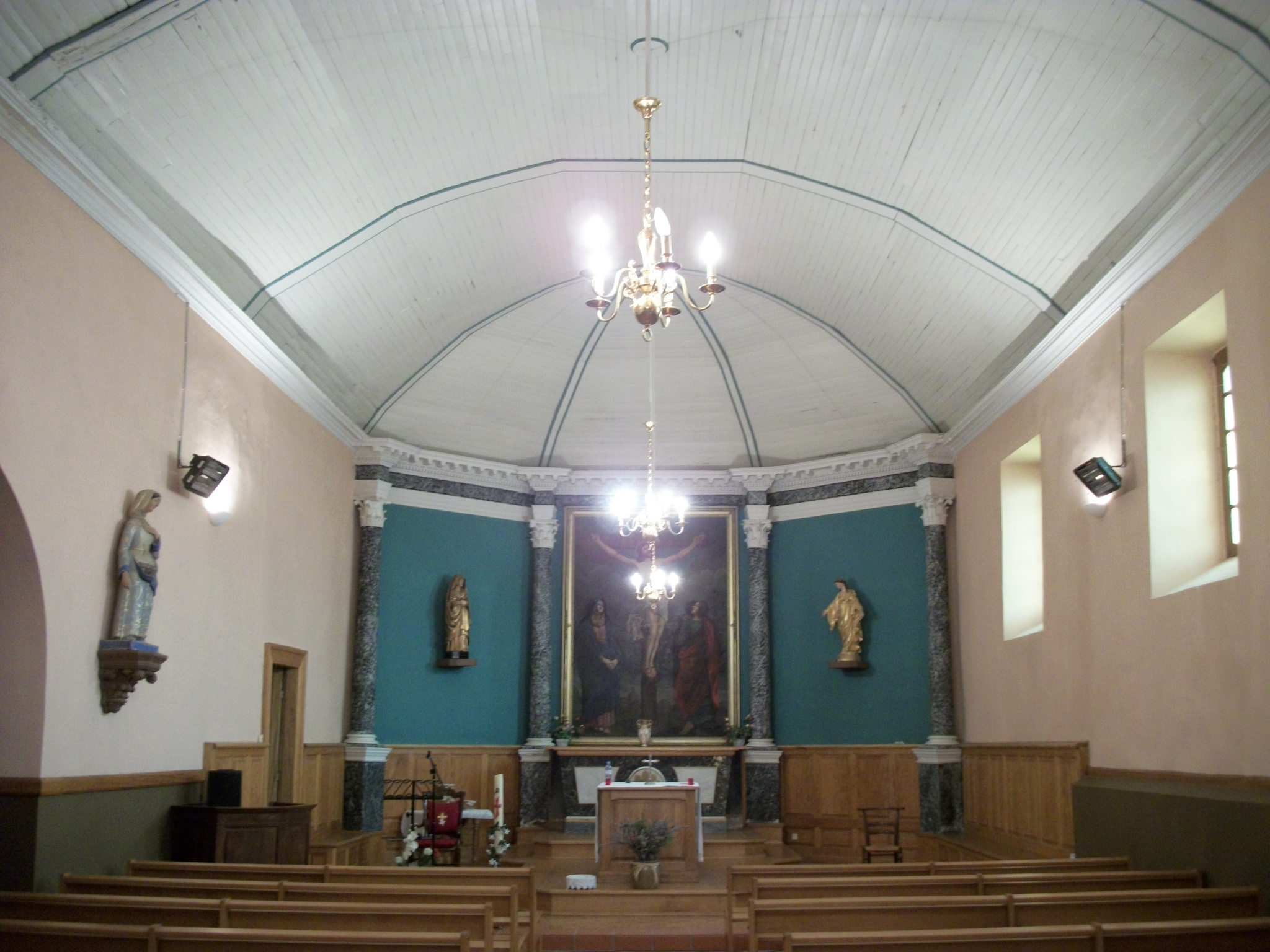
La nef et le chœur
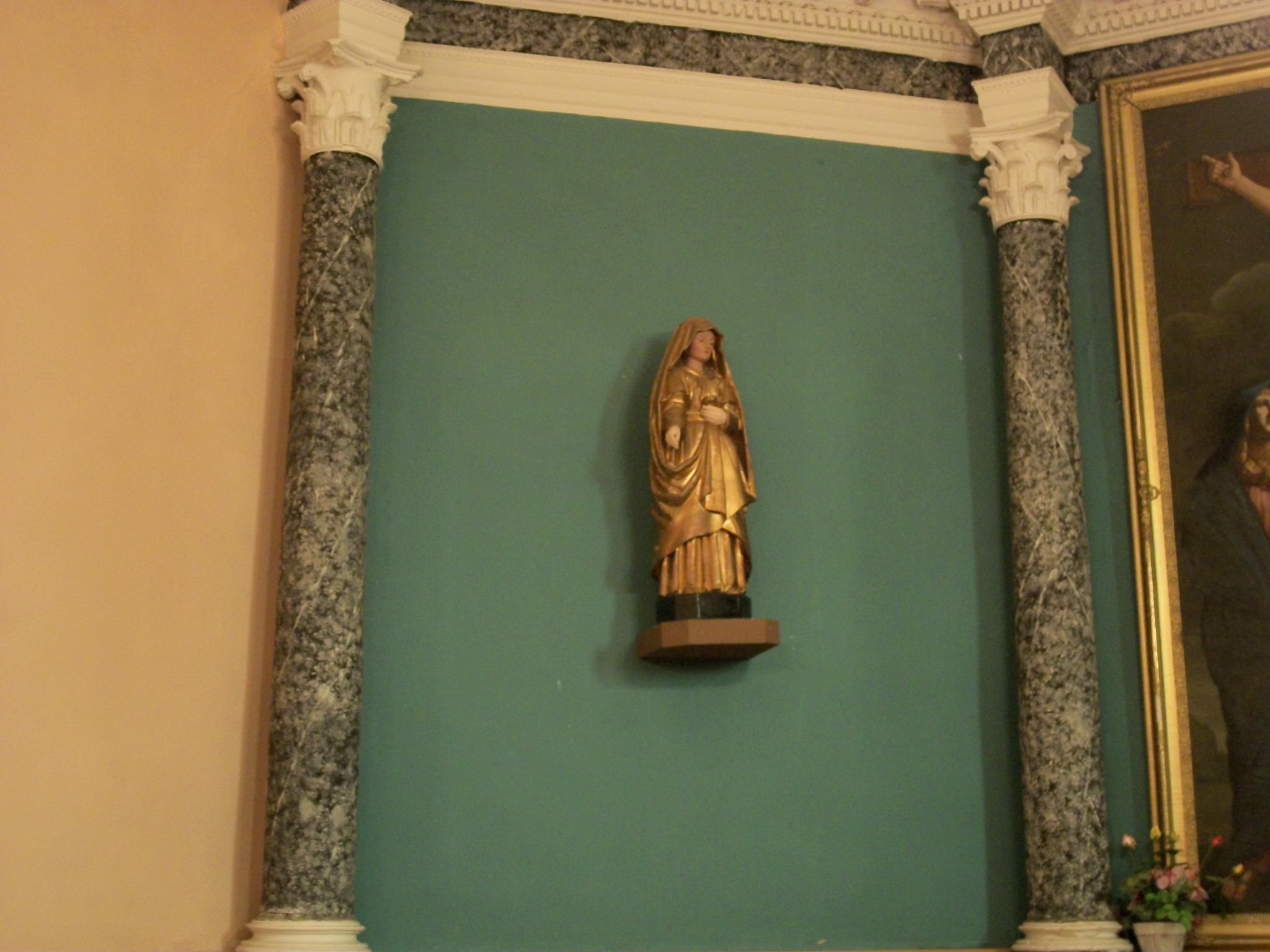
Statue de sainte Anne
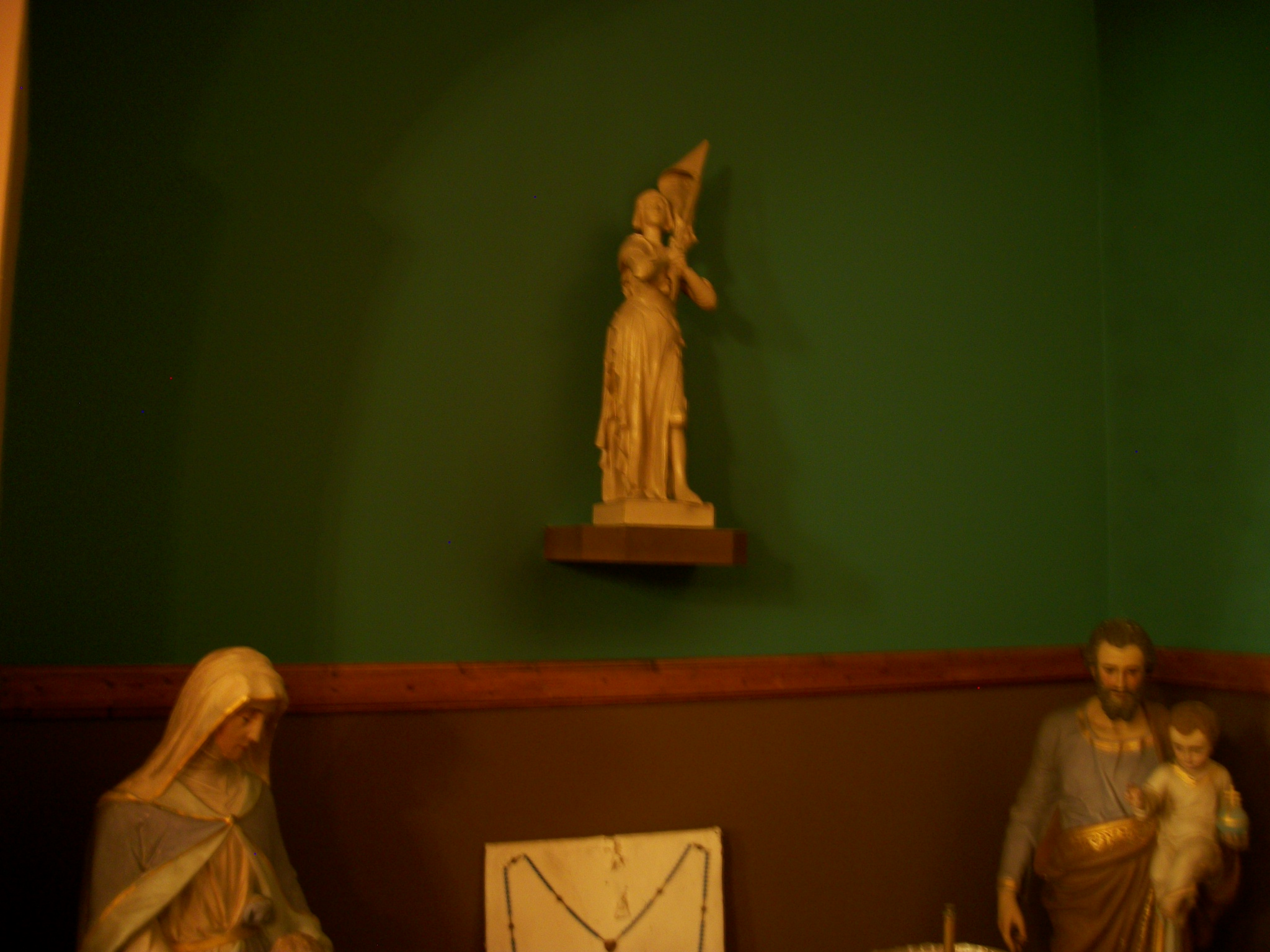
Statue de sainte Jeanne d'Arc